# August Heinrici
Carl Friedrich August Heinrici (* 18. August 1812 in Wicken, Kreis Friedland; † 26. Dezember 1881 in Gumbinnen) war ein deutscher evangelisch-lutherischer Pfarrer in Ostpreußen.

## Leben
August Heinrici wuchs als einziger Sohn des Gutsbesitzers Johann Samuel Heinrici und dessen Frau, der Pastorentochter Karoline geb. Settegast, in Ramsen auf. Er besuchte das Collegium Fridericianum. Nach dem Abitur studierte er Evangelische Theologie an der Albertus-Universität Königsberg. Im Wintersemester 1832/33 wurde er im Corps Masovia aktiv. Nach dem Studienabschluss 1835 war er zunächst als Hauslehrer bei verschiedenen Familien und unbezahlter Hilfsprediger tätig, wurde 1842 Pfarrgehilfe in Karkeln, anschließend Kantor in Werden und endlich 1847 ordinierter Pastor in Kinten. Dort förderte er die asketische litauische Erweckungsbewegung der Maldeninker. Von 1849 bis zur Mandatsniederlegung am 16. November 1850 vertrat er den Wahlkreis Königsberg i. Pr. im Preußischen Abgeordnetenhaus (2. Legislaturperiode). Er gehörte zur Fraktion Centrum. 1850 erhielt er die Pfarrstelle in Kaukehmen, die er bis 1858 verwaltete, als er Pastor an der Altstädtischen Kirche in Gumbinnen und zugleich Superintendent und Konsistorialrat im Kreis Gumbinnen, dem östlichsten Regierungsbezirk des Deutschen Reiches, wurde. Diese letzte Stelle hatte er bis zu seinem Tod inne.
Er war dreimal verheiratet, zunächst seit 1843 mit Ida geb. Kempfer, einer Pastorentochter aus Piktupönen (heute Piktupėnai in Litauen) bei Tilsit. Zu ihren elf Kindern gehörten der Theologieprofessor Georg Heinrici und der Superintendent von Königsberg Paul Heinrici (1859–1938), Vater des Generals Gotthard Heinrici. Über seine Tochter Karoline war er Großvater des Verhaltensforschers Otto Koehler. Nach Idas Tod 1867 heiratete August Heinrici ihre ältere Schwester Mathilde, und als diese 1871 ebenfalls starb, Amalie Schirrwagen. Beide Ehen blieben kinderlos.